# Karel Alexandr Sasko-Výmarsko-Eisenašský
Karel Alexandr Sasko-Výmarsko-Eisenašský (Karel Alexandr August Jan; 24. června 1818, Výmar – 5. ledna 1901, Výmar) byl v letech 1853 až 1901 sasko-výmarsko-eisenašským velkovévodou.

## Život
Karel Alexandr se narodil ve Výmaru jako druhý, ale jediný přeživší syn velkovévody Karla Fridricha Sasko-Výmarsko-Eisenašského a jeho manželky ruské velkokněžny Marie Pavlovny Romanovové. Jeho matka mu zařídila za učitele švýcarského učence Frédérica Soreta, blízkého známého Johanna Wolfganga von Goethe.
Když byl dědičným velkovévodou, silně se Karel spřátelil se spisovateli Fanny Lewaldovou a Hansem Christianem Andersenem, jejich blízký vztah byl však přerušen v roce 1849 kvůli válce proti Dánsku o Šlesvicko-Holštýnsko (Prusko-dánská válka). 8. července 1853 jeho otec zemřel a pětatřicetiletý Karel Alexandr se stal velkovévodou; zastavil však ústavní nastoupení na trůn až do Goetheho narozenin, 28. srpna 1853.
Dánský spisovatel Hans Christian Andersen byl údajně do Karla Alexandra zamilovaný, napsal "mladého vévodu zcela miluji, je to první ze všech princů, který mi připadá opravdu atraktivní.
Karel Alexandr zrenovoval hrad Wartburg a zanechal své stopy na mnoha místech v Eisenachu. Byl patronem Richarda Wagnera a Ference Liszta a udržel tak tradici výmarského klasického období, staré části Výmaru dal nový a lepší vzhled zřízením Herderova pomníku a dvojitého pomníku pro Goetheho a Schillera. V roce 1860 založil ve Výmaru saskou velkovévodskou školu umění (s Arnoldem Böcklinem, Franzem von Lenbach a Reinholdem Begasem). Jako velkovévoda byl automaticky rektorem, presidentem univerzity Jena, kde podporoval zejména sbírky, zvláště pak kabinet orientálních mincí.
Prusko-francouzské války se Karel Alexandr účastnil pouze v "Samaritanu"; v roce 1849 zdůraznil však svůj vstup do války ve prospěch Šlesvicka. Na konci jeho vlády, v listopadu 1900, nastal výmarský kongres v Goethe-Bund, který popsal jeho vládu jako stříbrný věk Výmaru.
Velkovévoda Karel Alexandr zemřel 5. ledna 1901 ve Výmaru ve věku 82 let. Jeho nástupcem se stal jeho vnuk Vilém Arnošt, protože jeho jediný syn Karel August zemřel ještě před ním.

## Manželství a potomci
V paláci Kneuterdijk v Haagu se 8. října 1842 se čtyřiadvacetiletý Karel Alexandr oženil se svou o šest let mladší sestřenicí, princeznou Žofií, jedinou dcerou nizozemského krále Viléma II. a jeho manželky Anny Pavlovny Ruské, sestry Karlovy matky. Za necelých pětapadesát let manželství se jim narodily čtyři děti:
- Karel August Sasko-Výmarsko-Eisenašský (31. července 1844 – 20. listopadu 1894), ⚭ 1873 Pavlína Sasko-Výmarsko-Eisenašská (25. července 1852 – 17. května 1904)
- Marie Alexandrina Sasko-Výmarsko-Eisenašská (20. ledna 1849 – 6. května 1922), ⚭ 1876 Jindřich VII. Reuss-Köstritz (14. července 1825 – 2. května 1906)
- Marie Anna Sasko-Výmarsko-Eisenašská (29. března 1851 – 26. dubna 1859)
- Alžběta Sibyla Sasko-Výmarsko-Eisenašská (28. února 1854 – 10. července 1908), ⚭ 1886 Jan Albrecht Meklenburský (8. prosince 1857 – 16. února 1920)

## Vývod z předků
|                                          |                                             |  |                                      |                                       |  |  |  |  |  |  |  | Arnošt August I. Sasko-Výmarsko-Eisenašský |
|                                          |                                             |  |                                      |                                       |  |  |  |  |  |  |  |                                            |
|                                          | Arnošt August II. Sasko-Výmarsko-Eisenašský |  |                                      |                                       |  |  |  |  |  |  |  |                                            |
|                                          |                                             |  |                                      |                                       |  |  |  |  |  |  |  |                                            |
|                                          |                                             |  |                                      | Žofie Šarlota Braniborsko-Bayreuthská |  |  |  |  |  |  |  |                                            |
|                                          |                                             |  |                                      |                                       |  |  |  |  |  |  |  |                                            |
|                                          | Karel August Sasko-Výmarsko-Eisenašský      |  |                                      |                                       |  |  |  |  |  |  |  |                                            |
|                                          |                                             |  |                                      |                                       |  |  |  |  |  |  |  |                                            |
|                                          |                                             |  |                                      | Karel I. Brunšvický                   |  |  |  |  |  |  |  |                                            |
|                                          |                                             |  |                                      |                                       |  |  |  |  |  |  |  |                                            |
|                                          | Anna Amálie Brunšvicko-Wolfenbüttelská      |  |                                      |                                       |  |  |  |  |  |  |  |                                            |
|                                          |                                             |  |                                      |                                       |  |  |  |  |  |  |  |                                            |
|                                          |                                             |  |                                      | Filipína Šarlota Pruská               |  |  |  |  |  |  |  |                                            |
|                                          |                                             |  |                                      |                                       |  |  |  |  |  |  |  |                                            |
|                                          | Karel Fridrich Sasko-Výmarský               |  |                                      |                                       |  |  |  |  |  |  |  |                                            |
|                                          |                                             |  |                                      |                                       |  |  |  |  |  |  |  |                                            |
|                                          |                                             |  |                                      | Ludvík VIII. Hesensko-Darmstadtský    |  |  |  |  |  |  |  |                                            |
|                                          |                                             |  |                                      |                                       |  |  |  |  |  |  |  |                                            |
|                                          | Ludvík IX. Hesensko-Darmstadtský            |  |                                      |                                       |  |  |  |  |  |  |  |                                            |
|                                          |                                             |  |                                      |                                       |  |  |  |  |  |  |  |                                            |
|                                          |                                             |  |                                      | Šarlota z Hanau-Lichtenbergu          |  |  |  |  |  |  |  |                                            |
|                                          |                                             |  |                                      |                                       |  |  |  |  |  |  |  |                                            |
|                                          | Luisa Hesensko-Darmstadtská                 |  |                                      |                                       |  |  |  |  |  |  |  |                                            |
|                                          |                                             |  |                                      |                                       |  |  |  |  |  |  |  |                                            |
|                                          |                                             |  |                                      | Kristián III. Falcko-Zweibrückenský   |  |  |  |  |  |  |  |                                            |
|                                          |                                             |  |                                      |                                       |  |  |  |  |  |  |  |                                            |
|                                          | Karolína Falcko-Zweibrückenská              |  |                                      |                                       |  |  |  |  |  |  |  |                                            |
|                                          |                                             |  |                                      |                                       |  |  |  |  |  |  |  |                                            |
|                                          |                                             |  |                                      | Karolína Nasavsko-Saarbrückenská      |  |  |  |  |  |  |  |                                            |
|                                          |                                             |  |                                      |                                       |  |  |  |  |  |  |  |                                            |
| Karel Alexandr Sasko-Výmarsko-Eisenašský |                                             |  |                                      |                                       |  |  |  |  |  |  |  |                                            |
|                                          |                                             |  |                                      |                                       |  |  |  |  |  |  |  |                                            |
|                                          |                                             |  | Karel Fridrich Holštýnsko-Gottorpský |                                       |  |  |  |  |  |  |  |                                            |
|                                          |                                             |  |                                      |                                       |  |  |  |  |  |  |  |                                            |
|                                          | Petr III. Ruský                             |  |                                      |                                       |  |  |  |  |  |  |  |                                            |
|                                          |                                             |  |                                      |                                       |  |  |  |  |  |  |  |                                            |
|                                          |                                             |  |                                      | Anna Petrovna Ruská                   |  |  |  |  |  |  |  |                                            |
|                                          |                                             |  |                                      |                                       |  |  |  |  |  |  |  |                                            |
|                                          | Pavel I. Ruský                              |  |                                      |                                       |  |  |  |  |  |  |  |                                            |
|                                          |                                             |  |                                      |                                       |  |  |  |  |  |  |  |                                            |
|                                          |                                             |  |                                      | Kristián August Anhaltsko-Zerbstský   |  |  |  |  |  |  |  |                                            |
|                                          |                                             |  |                                      |                                       |  |  |  |  |  |  |  |                                            |
|                                          | Kateřina II. Veliká                         |  |                                      |                                       |  |  |  |  |  |  |  |                                            |
|                                          |                                             |  |                                      |                                       |  |  |  |  |  |  |  |                                            |
|                                          |                                             |  |                                      | Johanna Alžběta Holštýnsko-Gottorpská |  |  |  |  |  |  |  |                                            |
|                                          |                                             |  |                                      |                                       |  |  |  |  |  |  |  |                                            |
|                                          | Marie Pavlovna Ruská                        |  |                                      |                                       |  |  |  |  |  |  |  |                                            |
|                                          |                                             |  |                                      |                                       |  |  |  |  |  |  |  |                                            |
|                                          |                                             |  |                                      | Karel Alexandr Württemberský          |  |  |  |  |  |  |  |                                            |
|                                          |                                             |  |                                      |                                       |  |  |  |  |  |  |  |                                            |
|                                          | Fridrich II. Evžen Württemberský            |  |                                      |                                       |  |  |  |  |  |  |  |                                            |
|                                          |                                             |  |                                      |                                       |  |  |  |  |  |  |  |                                            |
|                                          |                                             |  |                                      | Marie Augusta z Thurn-Taxisu          |  |  |  |  |  |  |  |                                            |
|                                          |                                             |  |                                      |                                       |  |  |  |  |  |  |  |                                            |
|                                          | Žofie Dorotea Württemberská                 |  |                                      |                                       |  |  |  |  |  |  |  |                                            |
|                                          |                                             |  |                                      |                                       |  |  |  |  |  |  |  |                                            |
|                                          |                                             |  |                                      | Fridrich Vilém Braniborsko-Schwedtský |  |  |  |  |  |  |  |                                            |
|                                          |                                             |  |                                      |                                       |  |  |  |  |  |  |  |                                            |
|                                          | Bedřiška Braniborsko-Schwedtská             |  |                                      |                                       |  |  |  |  |  |  |  |                                            |
|                                          |                                             |  |                                      |                                       |  |  |  |  |  |  |  |                                            |
|                                          |                                             |  |                                      | Žofie Dorota Pruská                   |  |  |  |  |  |  |  |                                            |
|                                          |                                             |  |                                      |                                       |  |  |  |  |  |  |  |                                            |